# Legoland
Legoland (Marke in Großbuchstaben als LEGOLAND) ist der Name von zehn Themenparks und einem Wasserpark, die sich thematisch an Lego-Spielzeug orientieren. In den Parks sind mit Legosteinen nachgebildete Wahrzeichen aus aller Welt zu sehen. Auch die Fahrgeschäfte wurden im Stil der Legosteine gebaut. Seit 2005 gehören die Legoland-Parks der Merlin Entertainments Group.
Das erste Legoland eröffnete im Jahr 1968 neben der Lego-Fabrik im dänischen Billund. Im Jahr 1996 folgte das Legoland Windsor. Weitere Parks eröffneten in Asien, Europa und Nordamerika.

## Geschichte

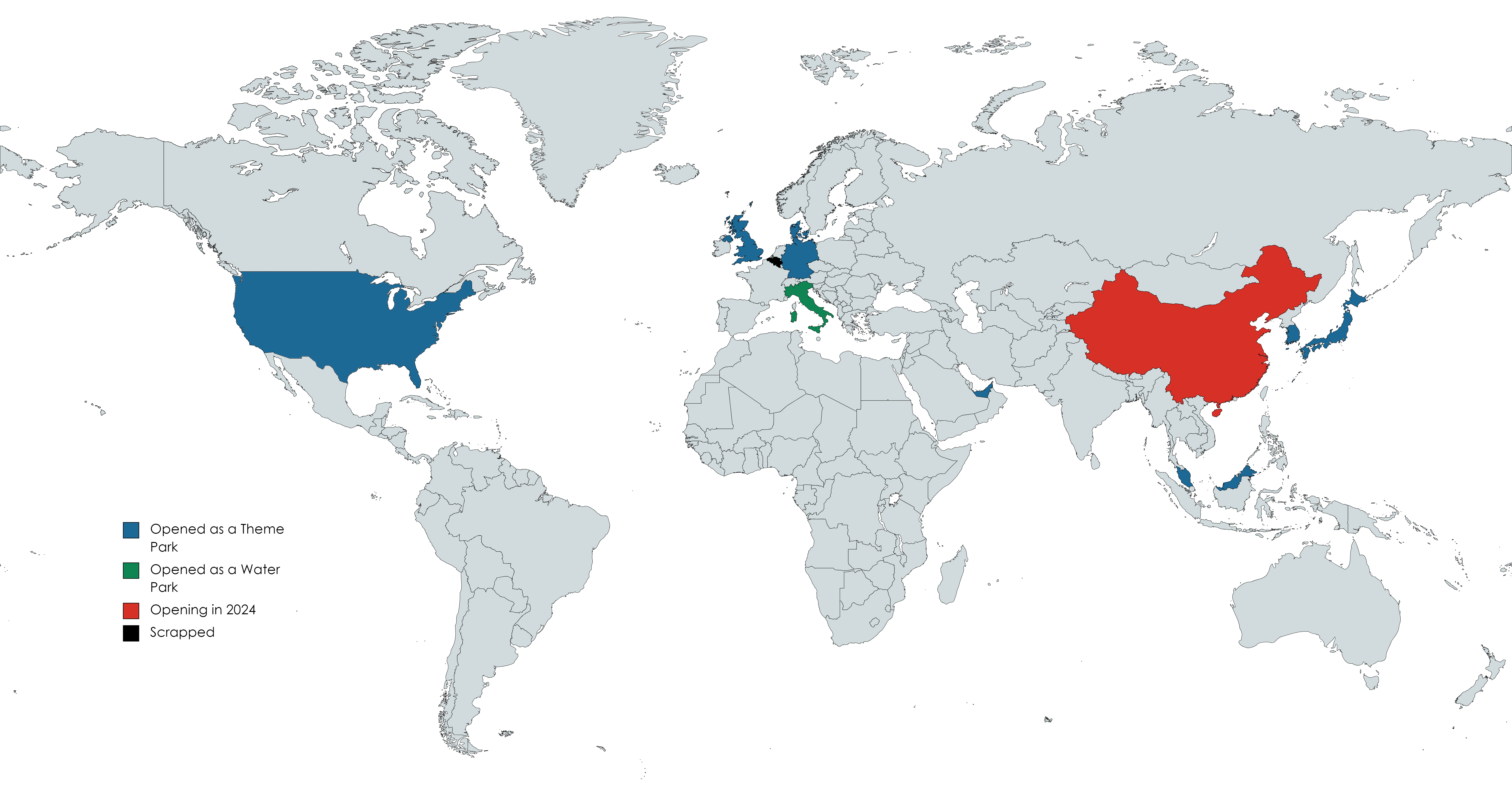
Länder in denen Legoland Parks bestehen (2024)

Das Unternehmen Lego eröffnete das erste Legoland 1968 im dänischen Billund. Später eröffneten weitere Legoland-Parks in Sierksdorf (1973–1976), im britischen Windsor (1996), im kalifornischen Carlsbad (1999) und im Mai 2002 im deutschen Günzburg. Alle Legoland-Parks sind für ihr jeweiliges Miniland bekannt, in dem internationale und nationale Wahrzeichen aus Lego-Steinen nachgebaut wurden.
Das erste deutsche Legoland befand sich von 1973 bis 1976 auf dem Gelände des heutigen Hansa-Parks in Sierksdorf. Einige der Fahrgeschäfte von damals existieren noch heute in veränderter Form, z. B. die Western-Eisenbahn und die Koggenfahrt (damals Kohlraupe).
2005 verkaufte Lego seine vier Parks für 375 Millionen Euro der US-amerikanischen Investmentfirma Blackstone Group. Die Freizeitparks wurden in das neue Unternehmen Merlin Entertainments Group eingebracht, an dem Blackstone 70 Prozent und die dänischen Lego-Eigentümer, die Familie der Lego-Gründer Ole und Godtfred Kirk Christiansen, 30 Prozent der Anteile hielten. Inzwischen ist als weiterer Investor dort die Dubai International Capital LLC hinzugekommen. Nach 2005 wurden weiter Legoland-Parks eröffnet. Diese Legoland Parks wurden 2011 in Florida (USA), 2012 in Malaysia, 2016 in Dubai, 2017 in Japan, 2021 in New York (USA) und 2022 in Südkorea eröffnet.
2019 erhöhte Lego in Form seiner Familienholding Kirkbi die Anteile an der Merlin Entertainment Group auf 50 Prozent, während sich die andere Hälfte weiterhin auf die Blackstone Group und weitere Aktionäre verteilt.

## Standorte
Die Merlin Entertainments Group betreibt an folgenden Standorten Legoland-Resorts. An einigen der Standorte betreibt die Gruppe auch Legoland-Wasserparks. Hier wird nur der Legoland Water Park Gardaland aufgeführt, da dieser Wasserpark der einzige ist, welcher nicht zu einem der Legoland-Resorts gehört, sondern dem Gardaland Resort angegliedert ist.
| Freizeitpark                  | Logo | Standort               | Eröffnung          | Beschreibung |
| ----------------------------- | ---- | ---------------------- | ------------------ | --- |
| Legoland Billund Resort       |      | Billund                | 7. Juni 1968       | Das älteste Legoland befindet sich in der dänischen Stadt Billund, in der auch Lego beheimatet ist. Das Legoland Billund Resort ist in zehn verschiedene Themenwelten aufgeteilt: Miniland, Duplo Land, Legoredo Town, Piratland, Knights' Kingdom, Adventure Land, Imagination Zone, Polar Land, Lego Movie World und Ninjago World. Inzwischen ist der Park in seiner Fläche durch außenstehende Bebauung begrenzt. Der Freizeitpark ist mit jährlich 1,6 Millionen Besucher die größte Touristenattraktion in Dänemark außerhalb von Kopenhagen.                                         |
| Legoland Deutschland Resort   |      | Günzburg               | 17. Mai 2002       | Das Legoland Deutschland Resort in Günzburg ist das vierte Legoland welches erbaut wurde. Es wird jährlich von etwa 1,7 Millionen Gästen besucht. Dem Unternehmen gehören 140 Hektar, davon sind 70 Hektar bebaut, wovon etwa 20 Hektar auf Parkplätze, 14 Hektar auf den Erlebnisbereich für Besucher und 8 Hektar auf das Legoland Feriendorf entfallen. |
| Legoland Water Park Gardaland |      | Castelnuovo del Garda  | 15. Juni 2021      | Der Legoland Water Park Gardaland ist der erste reine Wasserpark der Legoland Resorts Gruppe. Der Eingang befindet sich innerhalb des Themenparks Gardaland. |
| Legoland Windsor Resort       |      | Windsor, Berkshire     | 17. März 1996      | Das Legoland Windsor Resort ist der zweite Themenpark von Lego und wurde im Jahre 1996 im englischen Windsor eröffnet. Zum Legoland Windsor gehören zwölf Themenwelten: the Beginning, Imagination Centre, Duplo Valley, Miniland, Adventure Land, LEGO City, Pirate Shores, Heartlake City, Knight´s Kingdom, Land of the Vikings und Kingdom of the pharaohs. Der auf dem Gelände des ehemaligen Windsor Safari Parks eröffnete 60,7 Hektar große Park verzeichnete 2019 etwa 2,43 Millionen Besucher.                                                                                    |
| Legoland California Resort    |      | Carlsbad, Kalifornien  | 20. März 1999      | Das Legoland California Resort ist der erste Legoland-Park außerhalb Europas. Der in Carlsbad beheimatete Vergnügungspark öffnete im März 1999 und liegt nördlich der Stadt San Diego in Kalifornien. Während der Schulzeit schließt der Park dienstags und mittwochs. Im Legoland befinden sich mehrere kleinere Achterbahnen und die erste Robocoaster-Anlage der USA mit Namen Knight's Tournament. Das kalifornische Legoland hat sechs Themenwelten: Explore Village, Fun Town, Knights' Kingdom, Miniland USA, Imagination Zone sowie Dino Island. Die Parkgröße beträgt 51,2 Hektar. |
| Legoland Florida Resort       |      | Winter Haven, Florida  | 15. Oktober 2011   | Das Legoland Florida Resort liegt in Winter Haven, südwestlich von Orlando. Der Park wurde im Herbst 2011 eröffnet und bietet als Besonderheit einen botanischen Garten und eine Wasserskishow. Der Botanische Garten wurde, gemeinsam mit einigen Achterbahnen, vom Vorgängerpark „Cypress Gardens“ übernommen. |
| Legoland New York Resort      |      | Goshen, New York       | 29. Mai 2021       | Das Legoland New York ist das neueste Legoland von Merlin Entertainments. Es ist bis zur Eröffnung vom Legoland Shenzhen das größte Legoland der Welt.[veraltet] |
| Legoland Malaysia Resort      |      | Iskandar Puteri, Johor | 15. September 2012 | Das Legoland Malaysia Resort befindet sich in Johor Bahru nahe Singapur. Die offizielle Eröffnung erfolgte Ende 2012, das Legoland Hotel folgte 2013. |
| Legoland Japan Resort         |      | Nagoya                 | 1. April 2017      | Das Legoland Japan Resort in Nagoya hat offiziell am 1. April 2017 eröffnet. Im Folgejahr eröffnete am 28. April 2018 dann das "Legoland Japan Hotel". |
| Legoland Dubai                |      | Dubai                  | 31. Oktober 2016   | Das Legoland Dubai in Dschabal Ali wurde im Oktober 2016 als Teil eines Komplexes aus mehreren Freizeitparks eröffnet. In der Dubai Parks and Resorts genannten Anlage entstand unter anderem auch ein Legoland-Wasserpark. |
| Legoland Korea Resort         |      | Gangwon-do             | 5. Mai 2022        | Die Eröffnung des Legoland Korea in der Nähe der Stadt Chuncheon war ursprünglich für 2017 geplant gewesen. Der Park wurde am 5. Mai 2022 eröffnet. |
| Legoland Shanghai Resort      |      | Shanghai               | 5. Juli 2025       | |

## Zukünftige Standorte
| Freizeitpark      | Logo | Standort         | Status     | Eröffnung | Beschreibung |
| ----------------- | ---- | ---------------- | ---------- | --------- | --- |
| Legoland Beijing  |      | Peking           | In Planung | Unbekannt | Im Jahr 2019 wurde das Legoland Beijing angekündigt. |
| Legoland Shenzhen |      | Shenzhen         | Im Bau     | 2026      | Das Legoland Shenzhen in China ist für 2026 geplant. Es soll das größte Legoland bisher werden.                                                                                          |
| Legoland Sichuan  |      | Chengdu, Sichuan | Im Bau     | 2025      | September 2019 kündigte Merlin Entertainments zusammen mit Global Zhongjun das Legoland Resort Sichuan für 2023 an. Das Resort soll aus einem Freizeit- sowie einem Wasserpark bestehen. |

## Nicht realisierte Standorte
| Freizeitpark     | Standort  | Status    | Beschreibung |
| ---------------- | --------- | --------- | --- |
| Legoland Benelux | Gosselies | Verworfen | Merlin Entertainments plante für 2026 die Eröffnung eines Legoland Benelux in Charleroi. Die Pläne wurden im März 2023 verworfen. |

## Frühere Parks
Während der Jahre 1973 bis 1976 gab es bereits ein Legoland in Deutschland. Das Legoland in Sierksdorf an der Ostsee öffnete am 1. Juni 1973 und war eine Kooperation eines regionalen Unternehmens mit dem Lego-Konzern. Es war kein „echtes“ Legoland der Legoland-Kette. Es beinhaltete Lego-Modelle aus 28 Millionen Steinen. Aufgrund zu geringer Besucherzahlen musste der Park bereits nach wenigen Jahren wieder schließen. Nach der Schließung im Jahr 1976 wurde der damalige Freizeitpark verkauft. Der Park wurde umkonzeptioniert und als Hansaland, dem heutigen Hansa-Park, im Mai 1977 neu eröffnet.